# Xanthorhoe incudina
Xanthorhoe incudina är en fjärilsart som beskrevs av Claude Herbulot 1981. Xanthorhoe incudina ingår i släktet Xanthorhoe och familjen mätare. Inga underarter finns listade i Catalogue of Life.